# Adriana Santacruz
Adriana Santacruz (Pasto- Nariño, Colombia; 11 de agosto de 1961) Es una diseñadora de modas, que se ha destacado por diseñar prendas elaboradas en telar.

## Biografía
Adriana Santacruz nació en Pasto, Nariño. Es una diseñadora de modas colombiana, sus prendas elaboradas en telar se han destacado por ser confeccionadas con técnicas artesanales indígenas de tribus que dieron origen a sociedades que hoy habitan la ciudad de Pasto. Su empresa da la oportunidad a familias de artesanos de trabajar conjuntamente y fusionar técnicas artesanales con el diseño.
Adriana desde niña aprovecha cualquier oportunidad para disfrazar a sus amigos y ofrecer desfiles caseros, fue así como su gusto por el diseño y su creatividad fueron aplaudidos. En 1999 conquistó con su primera propuesta profesional de rescate de tradiciones indígenas, la isla canaria de Tenerife, España. 
Empieza entonces a tocar las puertas de las principales personalidades del diseño colombiano, buscando hacer conocer su trabajo, este esfuerzo dio resultado pues participó en el año 2001 en “Expoartesanías” una de las ferias artesanales más reconocidas en Suramérica. Simultáneamente sus piezas fueron expuestas en una de las pasarelas más importantes de Colombia en ese entonces, “El Bogotá Fashion”, asistió tres veces consecutivas, desde el año 2001 al año 2003.
Santacruz continua su trabajo proponiéndose edificar su nombre y trabajando conjuntamente con familias campesinas y empieza la etapa de perfeccionamiento, brindando capacitaciones a los artesanos para lograr fusionar el saber científico con el saber ancestral y así lograr las piezas que hoy lideran las pasarelas colombianas. Para el año de 2006, Adriana gana por meritocracia la pasarela Fucsia, en el año 2007 la revista Cromos le otorga el premio “Diseñador Revelación”, posteriormente fue invitada a compartir pasarela con la reconocida diseñador Agatha Ruiz de la Prada en un desfile destinado al beneficio de niños de escasos recursos, en la ciudad de Medellín. 
Finalizando este año, fue invitada a participar en la elección del reinado nacional de belleza, vistiendo a todas las concursantes.
El año 2008 empieza con grandes metas,  fue invitada a participar en la pasarela identidad Colombia, posteriormente recibió un premio por el instituto Marangoni de Italia con una beca de estudios complementarios en Milán. En este mismo año fue ganadora de una Bienal Iberoamericana de diseño en España. En el año 2009 fue invitada a participar en el “Cali Expo Show” uno de los eventos con mayor acogida en Colombia.
Un año después, en el 2010, es ganadora del galardón a Mujer Cafam Nariño y primera mención de honor en Colombia,  nominación que se otorga a las mujeres más reconocidas y que desarrollan una responsabilidad social impactante en su trabajo. 
También es invitada a Francia a realizar una pasarela en el día internacional de la mujer, posteriormente desarrolla una pasarela en Lima- Perú. A su regreso a Colombia es invitada a una pasarela Avon, como principal objetivo el beneficio de las mujeres afectadas por el cáncer de seno. Finalizando este año logra exhibir sus piezas en el Medio Oriente, en una galería de arte en Kuwait.
Después de esta trayectoria en la moda y el diseño, Adriana obtiene el máximo galardón al diseño colombiano, “El lápiz de Acero Azul”, otorgado por la reconocida revista “Proyecto y Diseño” en 2011. Debido a este galardón la empresa Hunter Douglas patrocinó su siguiente desfile que se trataba de la inauguración de su nueva tienda en Bogotá.

Para los primeros meses de 2012, fue invitada a presentar su colección, en la Semana Internacional de la Moda, en el año 2013 fue nominada como representante oficial de Colombia por World Fashion Week. En el mismo año fue invitada como diseñador internacional a Canadá, al evento Vancouver Fashion Week., posteriormente presentó su colección otoño/invierno en Colombiamoda, el evento de moda más importante de Colombia. 
A comienzos del año 2014, presentó su colección 2014 en Mar del Plata, Argentina. Después participó en la semana de la moda en Chile. Recientemente lanzó su tienda virtual internacional. Fue invitada a cerrar la feria Ibagué Maquila y Moda con su colección Otoño/ invierno para después presentar su colección primavera/verano en Cali Expo Show 2014.
Todo este trabajo, experiencia y calidad en sus piezas ha merecido a Adriana Santacruz ser digna representante del patrimonio cultural nariñense.